# Dumraon
Dumraon é uma cidade e um município no distrito de Buxar, no estado indiano de Bihar.

## Geografia
Dumraon está localizada a 25° 33′ N, 84° 09′ L. Tem uma altitude média de 61 metros (200 pés).

## Demografia
Segundo o censo de 2001, Dumraon tinha uma população de 45.796 habitantes. Os indivíduos do sexo masculino constituem 53% da população e os do sexo feminino 47%. Dumraon tem uma taxa de literacia de 54%, inferior à média nacional de 59,5%: a literacia no sexo masculino é de 64% e no sexo feminino é de 43%. Em Dumraon, 17% da população está abaixo dos 6 anos de idade.